# Os Apaixonados
Os Apaixonados é um bloco carnavalesco de São Luis, Maranhão. Foi o 10º bloco a desfilar no Carnaval de São Luís em 2018.
Foi vice-campeão do Grupo A dos blocos tradicionais com 146,2 pontos.